# Talp de Kansu
El talp de Kansu (Scapanulus oweni) és una espècie de mamífer de la família dels tàlpids, l'única del gènere Scapanulus. És l'únic membre d'una tribu de gèneres coneguts comunament com a "talps del Nou Món", els escalopinis, que no viu a Nord-amèrica. És endèmic de la Xina.